# Plebejus solimana
Plebejus solimana är en fjärilsart som beskrevs av Forster 1938. Plebejus solimana ingår i släktet Plebejus och familjen juvelvingar. Inga underarter finns listade i Catalogue of Life.